# Paracotalpa nigripennis
Paracotalpa nigripennis är en skalbaggsart som beskrevs av Thomas Casey 1915. Paracotalpa nigripennis ingår i släktet Paracotalpa och familjen Rutelidae. Inga underarter finns listade i Catalogue of Life.